# GIZ-Haus

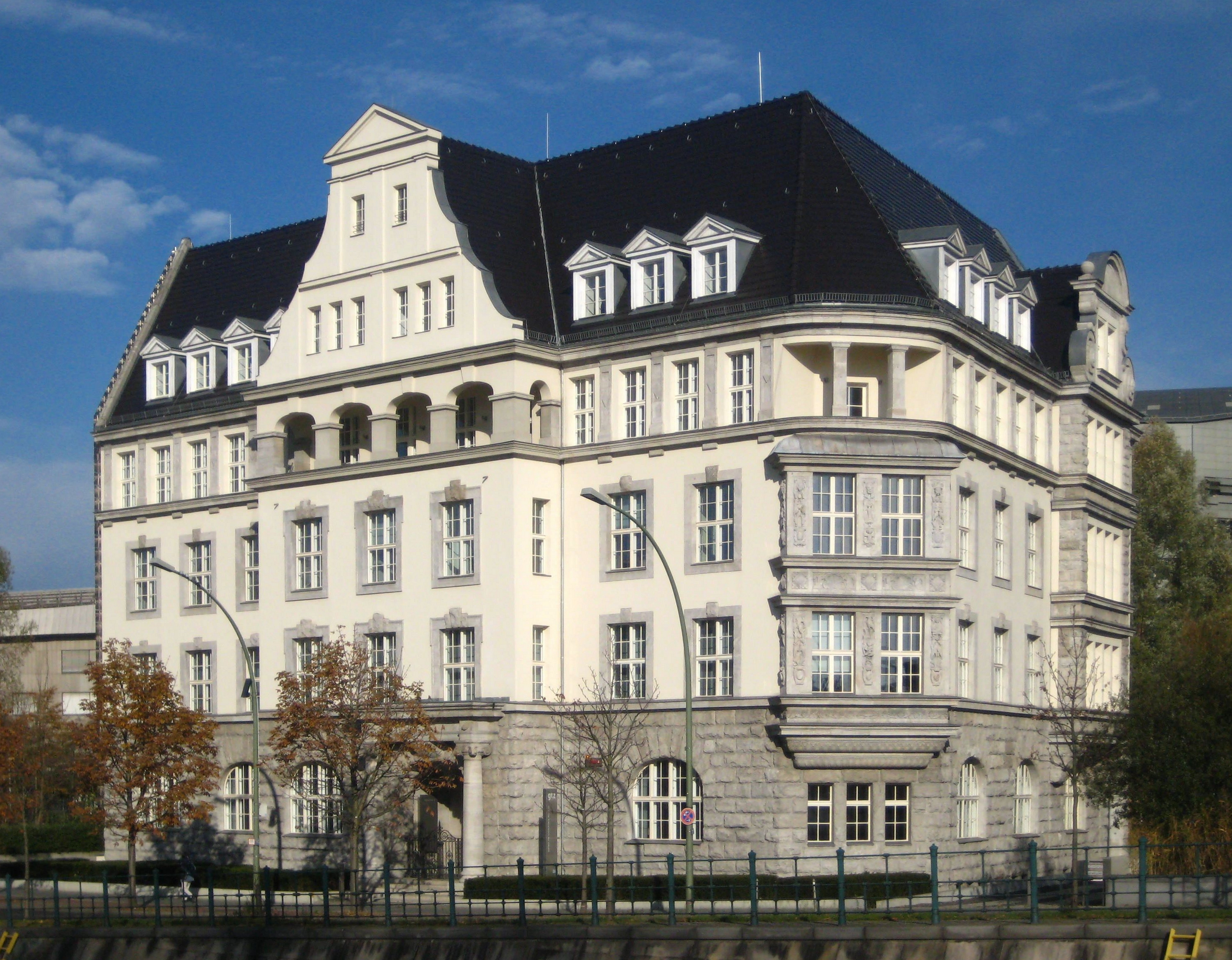
GIZ-Haus am Reichpietschufer

Das GIZ-Haus am Reichpietschufer 20 im Berliner Ortsteil Tiergarten wurde 1912–1913 nach einem Entwurf des Berliner Architekten Paul Karchow als Wohn- und Geschäftshaus für die Transatlantische Güterversicherungs-Gesellschaft errichtet und steht unter Denkmalschutz. Ab 1939 nutzte die Auslandsabwehr der Wehrmacht unter Admiral Wilhelm Canaris das Bauwerk, weswegen es heute auch als Canaris-Haus bekannt ist. Es gibt allerdings keine Belege, dass Canaris selbst in dem Haus residierte.
Nach Umbau durch die Architektin Elisabeth Rüthnick war das Gebäude ab 2001 Sitz der Hauptstadtrepräsentanz der Deutschen Gesellschaft für Technische Zusammenarbeit (GTZ) und wird seit 2011 von dem  Nachfolgeunternehmen Deutsche Gesellschaft für Internationale Zusammenarbeit (GIZ) genutzt. Es wird als Baudenkmal in der Denkmalliste geführt.

## Lage und Umgebung
Das isoliert an der Uferstraße stehende Bauwerk ist neben dem Weinhaus Huth das einzig erhaltene Gebäude des alten Geschäftsviertels zwischen Potsdamer Bahnhof und Landwehrkanal. Es entstand als Eckhaus an der Einmündung der – heute weiter östlich verlaufenden – Schellingstraße in die damalige Königin-Augusta-Straße (von 1933 bis 1947: Tirpitzufer, seitdem Reichpietschufer).
Das Haus ist an drei Seiten vom Urbanen Gewässer umgeben, einem mit Schilf bestandenen Regenwasserbiotop, das nach Plänen des Architekten Renzo Piano 1997/1998 bei der Neugestaltung des Potsdamer Platzes als dessen südlicher Abschluss angelegt wurde. Östlich des Gebäudes liegt die südliche Zufahrt des Tunnels Tiergarten Spreebogen (TTS). In der Nähe stehen außerdem das Haus Potsdamer Straße der Staatsbibliothek zu Berlin, das Theater am Potsdamer Platz und das Debis-Haus.

## Architektur
Paul Karchows Entwurf für das repräsentative Gebäude datiert auf das Jahr 1910. Bauherr war die Transatlantische Güterversicherungs-Gesellschaft, ein Unternehmen, das auf die Versicherung von Waren im Überseehandel spezialisiert war.

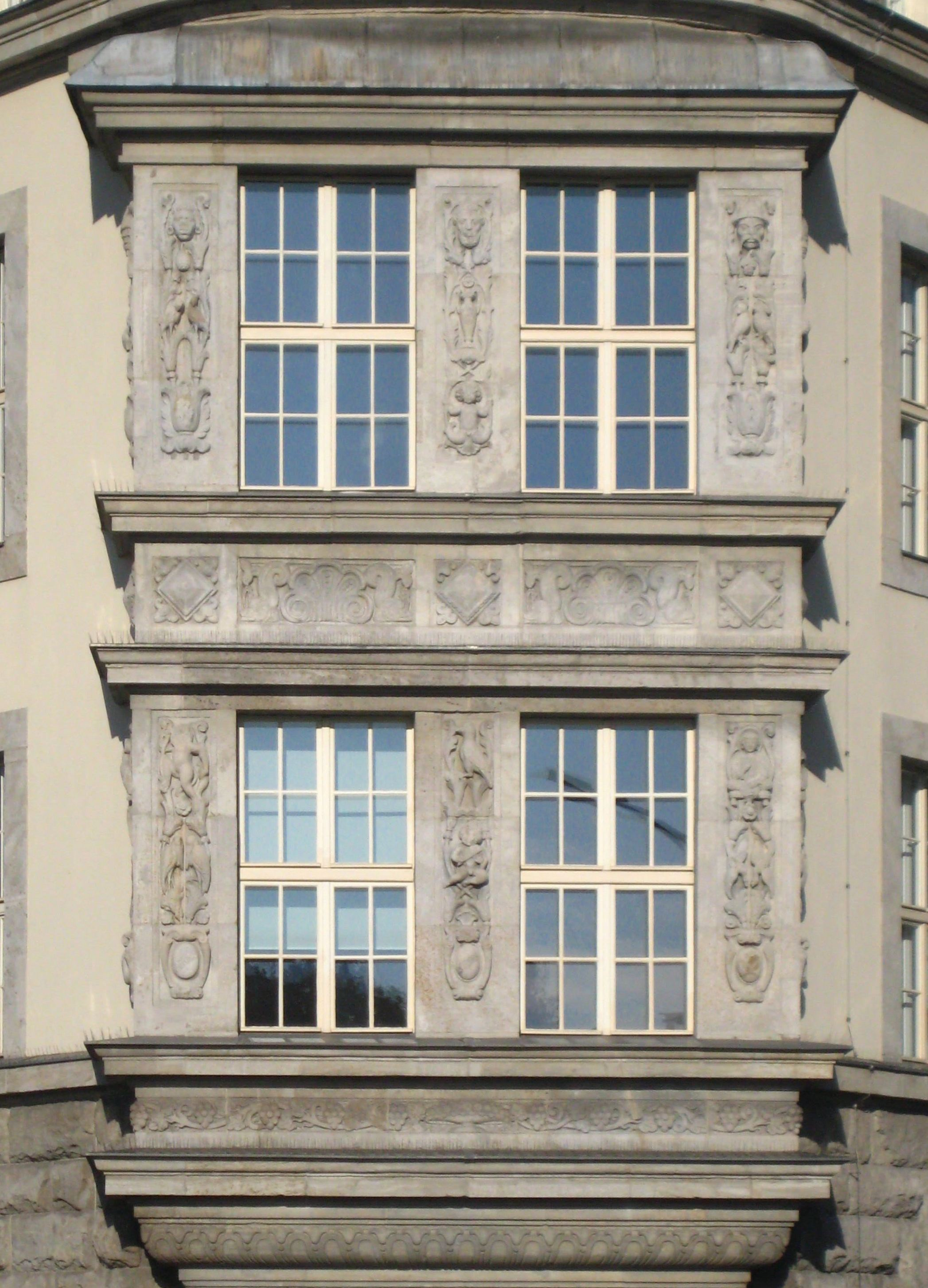
Erker mit Reliefs an der Eckabschrägung

Die Fassade des viergeschossigen Hauses mit voll ausgebautem, steilem Walmdach ist mit Werkstein verkleidet und besitzt im Erdgeschoss eine kräftige Rustika. An der Fassade zum Reichpietschufer erinnert rechts eine gemeißelte Gedenktafel an Baujahr und Entwurfsurheber: „Erbaut 1913 durch Architekt Paul Karchow“.
An der Straßenfront befindet sich ein markant hervortretender Mittelrisalit, der sich im dritten Obergeschoss zu einer Arkaden-Loggia öffnet. Der Haupteingang wird von zwei großen Säulen mit Kompositkapitellen flankiert. Das auf ihnen lagernde einfache Gebälk trug früher eine Skulpturengruppe, die aber nicht erhalten ist. Ein weiterer Risalit liegt an der östlichen Fassade, die ehemals an der Schellingstraße lag. Beide Risalite werden von Volutengiebeln bekrönt, die im Stil der norddeutschen Renaissance des frühen 17. Jahrhunderts gehalten sind.
Die Eckabgeschrägung des Hauses wird im 1. und 2. Obergeschoss von einem zweigeschossigen Erker markiert, über dem sich im 3. Obergeschoss eine weitere Loggia befindet. Der Erker ist mit Reliefs reich geschmückt. Sie zeigen unter anderem die Köpfe eines Asiaten, eines Amerikaners und eines Afrikaners – ein Verweis auf die globalen Geschäftsinteressen der Bauherren.
Im Innern des Gebäudes ist vor allem die mit grün-braunen Keramikplatten verkleidete Eingangshalle gut erhalten. An der linken Seite ist ein Wandbrunnen eingelassen, dessen aufgesetzte Keramikfigur jedoch nicht überliefert ist. Florale Malereien in den Wandfeldern wurden nach 1945 rekonstruiert. Außerdem ist ein Fahrstuhl mit klassizistisch gestaltetem Gitter erhalten.

## Umbauten
Die Beseitigung von Schäden aus dem Zweiten Weltkrieg erfolgte 1949, der südliche Giebel wurde dabei vereinfacht wiederhergestellt. In den Nachkriegsjahrzehnten hatte das Haus verschiedene Nutzer. Ein Umbau fand im Jahr 1960 statt. Anfang der 1990er Jahre kam es zum Ausbau des zweigeschossigen Dachbereichs.
In den Jahren von 1999 bis 2001 erfolgten Sanierung und Umbau des Gebäudes für den neuen Eigentümer, die Deutsche Gesellschaft für Technische Zusammenarbeit. Der nach Plänen der Architektin Elisabeth Rüthnick durchgeführte Umbau erfolgte unter Beachtung von Vorgaben des Denkmalschutzes. Rekonstruiert wurden außer den beiden historischen Straßenfassaden vor allem die Eingangshalle und das Treppenhaus. So erhielten die über dunklen Holzpaneelen liegenden Wände des Treppenhauses wieder die ursprüngliche kräftig gelbe Farbe.
Ein Großteil des Gebäudeinnern wurde demgegenüber umgestaltet und modernisiert. Das Erdgeschoss ist für Tagungen mit unterschiedlicher Teilnehmerzahl mittels Schiebewänden aus Ahornholz variabel aufteilbar. Den Innenhof des Hauses gestaltete Rüthnick als überdachtes, viergeschossiges Atrium, das sich zum Potsdamer Platz hin öffnet und ebenfalls als Konferenzraum genutzt wird. Im ersten Obergeschoss umläuft eine Galerie mit gläserner Brüstung das Atrium.

## Windspiegelwand

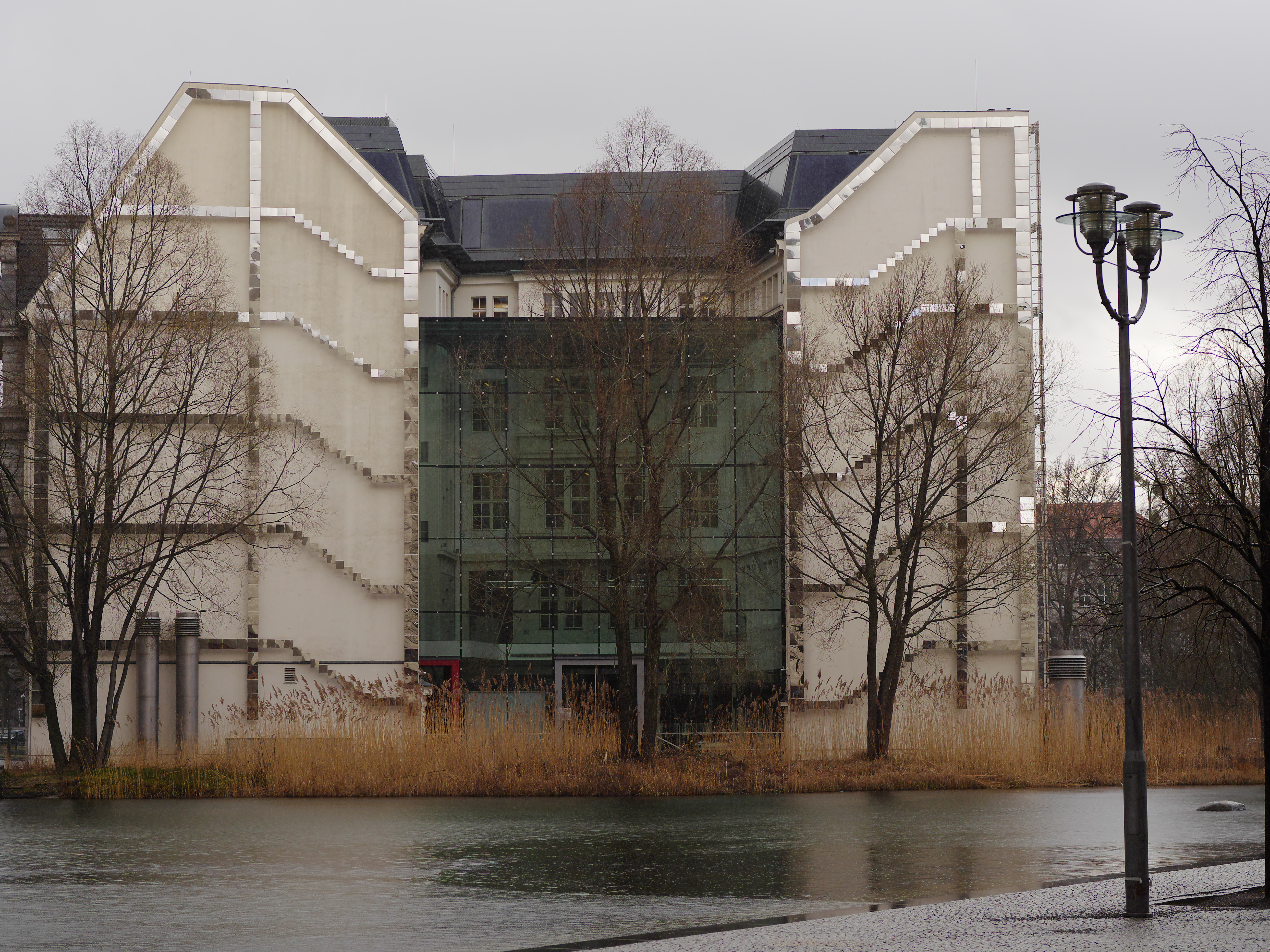
Windspiegelwand von Olafur Eliasson an der Nordfassade vom Piano-See aus gesehen

Seit 2001 schmückt eine Windspiegelwand des isländischen Künstlers Olafur Eliasson die nördlichen und westlichen Brandmauern des Gebäudes. Die Installation besteht aus spiegelnden Edelstahlplatten, die auf einer Metallkonstruktion mobil befestigt sind. Die Anordnung der Spiegel folgt den Stockwerken und – an der Rückseite – Treppenaufgängen des Hauses. Bei Wind bewegen sich die Spiegel und erzeugen dynamische Reflexionen, die das isoliert dastehende historistische Gebäude mit seiner modernen Umgebung in Verbindung setzen.